# The TVB LP
Albums de Troy Von Balthazar
Troy Von Balthazar
(2005) How to Live on Nothing
(2010)
The TVB LP est un album compilation de Troy Von Balthazar, regroupant des titres jusqu'alors disponibles en extended plays ou issus de collaborations avec d'autres artistes. Il est sorti en 2009 uniquement en vinyle 33 tours.

## Pistes
Toutes les chansons composées par Troy Von Balthazar, à part Paradise par The Black Pine et Troy Von Balthazar. La chanson Sweetheart a été arrangée par Frigo.
- Face A

| No | Titre         | Durée |
| -- | ------------- | ----- |
| 1. | I Get Faded   |       |
| 2. | Paradise      |       |
| 3. | Tone Clusters |       |
| 4. | Sweetheart    |       |
| 5. | Enemies       |       |

- Face B

| No | Titre                       | Durée |
| -- | --------------------------- | ----- |
| 1. | One Last Happiness          |       |
| 2. | Sweet Receiver              |       |
| 3. | You Could Ice Skate To This |       |
| 4. | I Want Me To Want You       |       |
| 5. | Red Spider                  |       |
| 6. | Good Night Emma             |       |